# 螺旋階段 (加藤克巳の歌集)
『螺旋階段』（らせんかいだん）は、加藤克巳の第一歌集。1937年 (昭和12年) 10月1日、民族社発行。四六判上製箱入り。153ページ（1ページ2首組247首収載）。定価1円50銭。序文は早崎夏衛。

## 概要
早崎夏衛、岡松雄らと純粋短歌芸術を標榜する新芸術短歌雑誌「短歌精神」を創刊した1935年から1937年までの作品を収める。シュルレアリスムの方法などを応用した作品群であり、文庫版の解説で塚本邦雄は「現代前衛短歌のルーツとも言ふべき『新風十人』は、この克巳第一歌集よりおくれることまる三年、昭和十五年七月の刊であつた」と、その先駆性を指摘している。
なお、収められた作品は年齢としては20歳から22歳までとなるが、髙橋俊人のもとで作歌をはじめたのは旧制埼玉県立浦和中学校在学中の14歳のときであり、10代の作品は、1977年刊行の『青の六月』（短歌新聞社）に収められている。
文庫版のほかに、1969年に風心社から新装版が刊行され、1980年には東京四季出版から「処女歌集全集」の一冊として刊行されている。また、『現代短歌全集（第8巻）』（筑摩書房、1980年）に収録されている。